# Suunto
Suunto Oy — финская компания, специализирующаяся на производстве наручных спортивных часов, дайв-компьютеров, компасов и другого точного оборудования для активного образа жизни.
Штаб-квартира компании расположена в городе Вантаа, Финляндия. В компании работает более 500 человек по всему миру. Основное предприятие находится рядом со штаб-квартирой в Финляндии. Suunto является дочерней компанией корпорации Amer Sports и сестрой брендов Wilson, Atomic, Salomon, Precor, Arc’teryx (англ.) и Mavic (англ.).
Название «Suunto» представляет собой измененное финское слово «suunta», которое переводится как «азимут», «курс» или «направление».

Слоган компании: Conquer New Territory — «Завоевывать новые территории».

## История

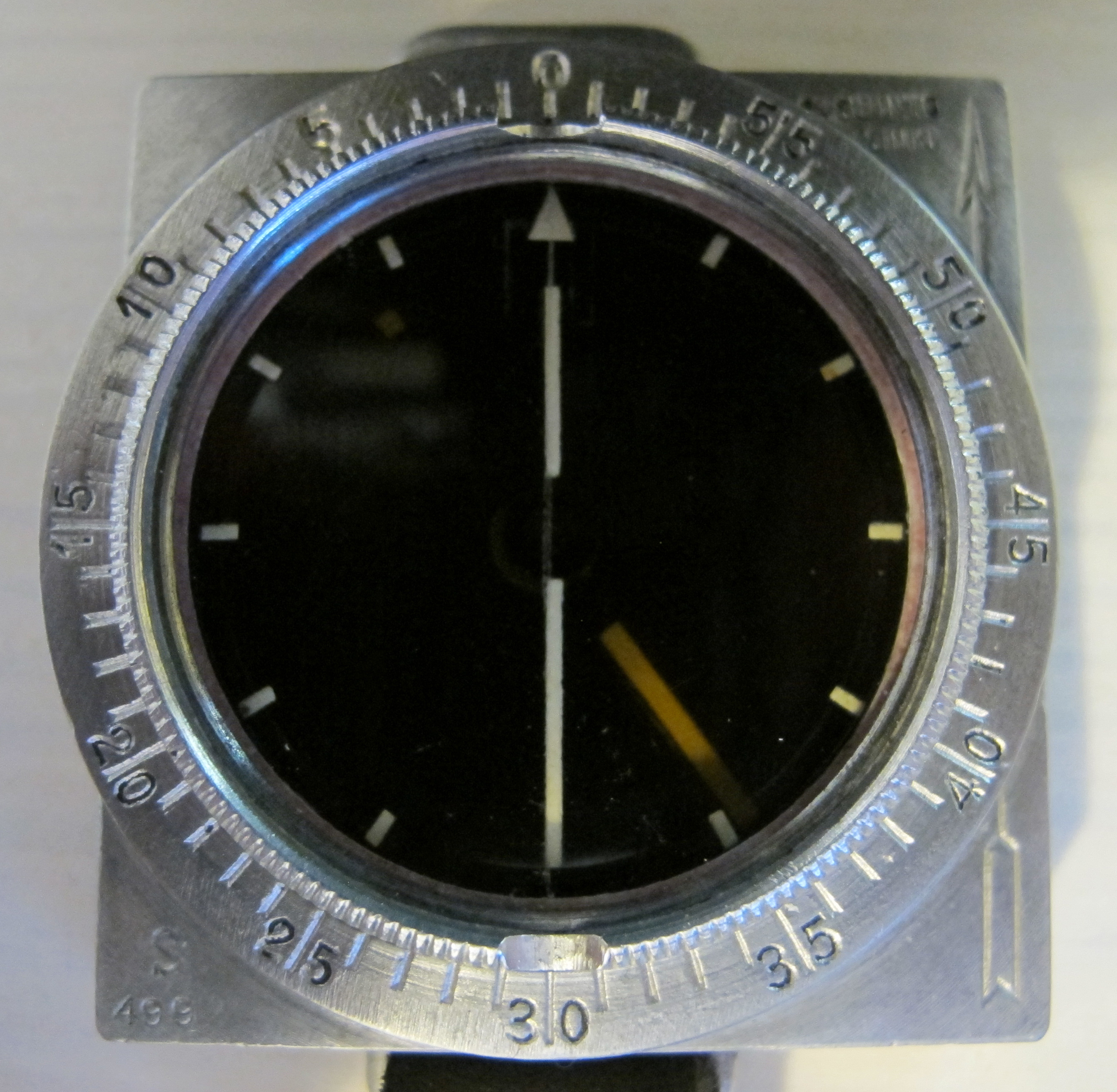
Оригинальный компас Suunto M-311 1930-х годов.

В 1933 году основатель компании Туомас Вохлонен (Tuomas Vohlonen), инженер и геодезист по профессии, подал заявку на патент на уникальный метод изготовления легкого корпуса компаса, сделанного полностью из целлулоида, наполненного жидкостью и позволяющего защитить магнитную иглу от ударов и износа в условиях активного движения.
В 1935 году Вохлонену был выдан патент на его конструкцию, которая пошла в серийное производство через год как наручный компас М-311. Это был не первый портативный, заполненный жидкостью компас, но дизайн Вохлонена был компактным и достаточно лёгким, что позволяло носить его на запястье.
Во время Второй мировой войны компания Suunto представляет компактный жидкостный компас с визирным приспособлением — модель M/40, предназначенный для офицеров-артиллеристов и других пользователей, нуждающихся в высокоточном приборе для измерения азимута. После Второй мировой войны компания быстро развивалась, поставляя компасы и другие навигационные инструменты как для гражданского, так и для военного рынков.
После смерти Туомаса Вохлонена, в 1939 году, его жена Элли Вохлонен управляла компанией до 1952 года.
В 1996 году Suunto Oy приобрела компанию Recta SA — швейцарский производитель компасов. В свою очередь в 1999 году Suunto Oy была приобретена корпорацией Amer Sports Group, которая в настоящее время владеет обеими компаниями.

## Продукция
В настоящее время компания производит широкий спектр персональных микрокомпьютеров в виде наручных часов для активного образа жизни, компасов, оборудования для дайвинга и других точных измерительных приборов для гражданского и военного применения.